# Stamnodes pamira
Stamnodes pamira là một loài bướm đêm trong họ Geometridae.